# Ritter Works
Ritter Works war ein belgischer Automobilhersteller.

## Unternehmensgeschichte
Das Unternehmen gehörte zur Garage de la Cloche SA, einem Autohaus für Volkswagen und Audi. Der Sitz war in Jemeppe-sur-Meuse nahe Lüttich. Die Fahrzeugproduktion lief von 1969 bis 1975. Die Fahrzeuge wurden als Ritter vermarktet und in 80 Länder exportiert. Es gab Verbindungen zu Apal und Van Clee.

## Fahrzeuge
Überwiegend entstanden Buggies. Sie basierten auf dem Fahrgestell des VW Käfer.
Das Coupé Slooghy stand in den drei Ausführungen Normal, Luxus und Sport im Sortiment. Hier kam das Fahrgestell des VW Typ 3 zum Einsatz. Henri Rambaud war für das Design zuständig. Allerdings gibt es einen Hinweis darauf, dass eine französische Filiale in Frankreich dieses Modell baute.